# Virtuelle Fluggesellschaft (Flugsimulation)
Eine virtuelle Fluggesellschaft (englisch Virtual Airline, abgekürzt VA) ist eine virtuelle Organisation, die die Flugsimulation nutzt, um den Betrieb eines Luftfahrtunternehmens als Modell zu simulieren. Virtuelle Airlines haben in der Regel eine Präsenz im Internet, ähnlich wie bei einer echten Airline. Dort kann man mit mehreren Tausend Teilnehmern zu einem beliebigen Zeitpunkt interagieren.

## Inhalte
Die Virtuelle Fluggesellschaft simuliert den Flugbetrieb von Fluggesellschaften mithilfe von Flugsimulatoren wie Microsoft Flight Simulator, X-Plane, Prepar3D, Flightgear und ähnlichen. Dazu kann man sich als Pilot anmelden und mit den genannten Simulatoren Flüge anhand eines Flugplans nachfliegen, die dem realen Flugverkehr oft sehr ähneln. Häufig durchläuft man virtuelle Karrieren, bei der am Anfang das Fliegen mit kleineren Flugzeugmustern steht und man mit zunehmender Flugstundenzahl und Erfahrung auf größeren Maschinen ausweichen kann. Obwohl die meisten virtuellen Fluggesellschaften ein solches Modell anstreben, sind Abweichungen nicht selten. 
Immer mehr virtuelle Fluggesellschaften sind auch auf Flugnetzwerken wie IVAO oder VATSIM vertreten. Dort treffen die zwei Gruppen „Virtuelle Piloten und Airlines“ sowie die „Virtuelle Luftverkehrskontrolle“ aufeinander und ergänzen sich zu einem virtuellen Luftverkehr. Es ist festzustellen, dass dadurch – im Gegensatz zum realen Luftverkehr – meist nur abends und vornehmlich in der nördlichen Hemisphäre geflogen wird, wobei auch zunehmend in Schwellenländern das Interesse und die Teilnahme an diesem Hobby steigt.
Virtuelle Fluggesellschaften sind in der Regel rein fiktiv und haben keinen Bezug zu real existierenden Airlines, da viele reale Fluggesellschaften keine VAs mit ihrem Namen tolerieren. Es gibt jedoch auch einige Ausnahmen, in denen Airlines die Nutzung von ihrem Namen und Logo für eine virtuelle Version der Firma erlaubt haben.

## Nutzen
In einer virtuellen Fluggesellschaft kann der virtuelle Pilot sein Wissen vertiefen und seine am Computer geflogenen Strecken dokumentieren. Bei diversen virtuellen Fluggesellschaften steht die fliegerische Gemeinschaft im Vordergrund, ein offenes Miteinander der Piloten, das gegenseitige Helfen bei einem gemeinsamen Hobby sowie der Austausch von Erfahrungen. Eine virtuelle Fluggesellschaft kann so zum virtuellen Zuhause eines virtuellen Piloten werden.

## Funktion
Die Eintragung der absolvierten Flüge läuft meistens über ein Pirep-System. Dabei verwenden die VAs entweder eines der diversen verfügbaren Programme im Free- und Paywarebereich oder ein Selbstprogrammiertes. Diese verbinden beispielsweise ein Flightlog-System für den Simulator mit einer Onlinedatenbank, wodurch die erfassten Daten automatisch gesammelt und an die VA übertragen werden können. Andere VAs nutzen allerdings auch ein webbasiertes System, in welches die erforderlichen Daten von den Piloten manuell eingetragen werden müssen. Auch hier verwenden virtuelle Fluggesellschaften entweder eines der bereits fertigen Systeme oder sie haben ihr eigenes programmiert.